# 多紀保彦
多紀 保彦（たき やすひこ、1931年8月20日 - 2020年3月24日）は、日本の魚類学者、東京水産大学名誉教授。

## 生涯
1931年（昭和6年）東京生まれ。1954年（昭和29年）東京水産大学（現・東京海洋大学）増殖学科卒業、同大学院増殖学専攻科修了。1977年、東京農業大学農学博士。学位論文の題は「An analytical study of the fish fauna of the Mekong river as a biological production system in nature」。
東京農業大学育種学研究所研究員を経て、1977年（昭和52年）東京水産大学助教授、1986年（昭和61年）教授、1994年（平成6年）定年退官、同大学名誉教授。自然環境研究センター理事長、顧問。長尾自然環境財団理事長。
1964年（昭和39年）からマダガスカル、東南アジア、アフリカ、中南米で淡水魚類のフィールド調査と水産増殖の技術指導をおこなう。
2020年（令和2年）3月24日没、享年88歳。同年発行の『魚類学雑誌』第67巻第2号にインタビュー記事と追悼文が掲載された。

## 著書
- 『熱帯魚の飼い方』田中書店〈実用百科叢書〉、1956年
- 『未知の国未知の魚 : 淡水魚のルーツを求めて』マリン企画〈アクアブックス〉、1979年
- 『魚が語る地球の歴史』技報堂出版、1993年
- 『古代魚総覧』ピーシーズ、1995年
- 『世界で出逢った魚と人と旨いもの : わが魚類研究の軌跡』五曜書房、2012年7月

### 共編著
- 多紀保彦, 奥谷喬司 編著 『♂♀のはなし さかな』技報堂出版、1991年8月
- 多紀保彦 編著 『世界の中の日本漁業 : 東京水産大学第17回公開講座』成山堂書店、1993年5月
- 多紀保彦 監修、阿部正之 写真 『ポケット図鑑 世界の熱帯魚』成美堂出版、1994年1月
- 多紀保彦 監修、自然環境研究センター 編著 『日本の外来生物 決定版』平凡社、 2008年4月。
- 多紀保彦 監修、自然環境研究センター 編著 『田んぼの生きもの識別図鑑』地域環境資源センター、2013年2月。

### 翻訳
- ハンス・ハス 『果てない深みへ : 海底冒険30年の旅』マリン企画、1982年10月 （Challenging the sea ）